# Ophrys omegaifera hayekii
Ophrys omegaifera subsp. hayekii (H.Fleischm. & Soó) Kreutz è una pianta appartenente alla famiglia delle Orchidacee, presente in Sicilia e in Nord Africa.

## Descrizione
Si tratta di un'entità appartenente al gruppo di Ophrys fusca, il cui principale carattere distintivo è dato dall'assenza di solco mediano alla base del labello.
È una pianta erbacea geofita bulbosa con fusto alto 12–22 cm.
L'apparato radicale è costituito da 2 rizotuberi rotondeggianti, uno più grande (12 mm) e l'altro più piccolo (8 mm).
Le foglie basali, in numero di 3-5, sono lanceolate e disposte in rosetta basale, le caulinari, 1 o 2, inguainano il fusto; spesso, nel periodo della fioritura, si trovano completamente secche.
L'infiorescenza è lassa, con 2-6 fiori con sepali di colore verde-giallastro, i laterali aperti e con estremità piuttosto acute, il mediano curvato sopra il ginostemio;  i petali, dello stesso colore dei sepali, hanno margine debolmente ondulato, di colore giallo-bruno. Il labello, che come detto è privo di solco basale mediano, è rettilineo, lungo non oltre 19 mm  e largo circa 10 mm, ed è ricoperto da una fitta peluria bruno-violacea; i lobi laterali sono piuttosto piccoli, nettamente distaccati dal lobo mediano che si presenta cuneiforme o arrotondato all'estremità; la macula è bilobata, di colore dal blu-grigiastro al rosso-violaceo; il margine è glabro, di colore giallo-bruno. La cavità stigmatica è molto ampia, quasi sferica.
Fiorisce da aprile a maggio.

## Biologia
Al pari delle altre specie del genere Ophrys si riproduce per impollinazione entomogama. Lo specifico insetto impollinatore, probabilmente un imenottero apoideo del genere Andrena, non è stato ancora individuato.

## Distribuzione e habitat
La prima segnalazione di questa rara entità, fatta nel 1990 dai botanici Geniez et Melki, riguardava una stazione di soli 3 esemplari nei pressi del Monte Formaggio (Mazzarino). Successivamente altre stazioni sono state segnalate nel territorio di Aidone (EN), di Solarino (SR) e nei pressi del Lago Santa Rosalia (RG)  sui Monti Iblei, nel comprensorio di Monte Mimiani presso Caltanissetta, nonché in due stazioni nella Sicilia occidentale: in contrada Cerarsa a Partanna (TP) e sul Monte Saraceno a Carini (PA).
Nella primavera del 2010 è stata rinvenuta anche sui Monti Climiti, nel territorio del Comune di Melilli (SR) .
Considerata a lungo come endemismo puntiforme della Sicilia, la specie è stata recentemente segnalata anche in Nord Africa (Algeria e Tunisia) .
Cresce in prati aridi ad Ampelodesmos mauritanicus, con predilezione per i terreni calcarei esposti a nord, da 300 a 800 m di altitudine.

## Tassonomia
Questa rara orchidea, appartenente al gruppo di Ophrys fusca, è stata trovata per la prima volta su una montagna nel territorio di Carini dal botanico Michele Lojacono Pojero e descritta  erroneamente, nella sua “Flora sicula”, come Ophrys atlantica . Per molti anni non ci furono altre segnalazioni sino alla "riscoperta" nel 1991 da parte di Geniez e Melki che la battezzarono Ophrys mirabilis . Si trattava di una entità per molti versi somigliante sia ad alcune specie della parte occidentale del bacino del Mediterraneo (Ophrys dyris, O. atlantica) che ad alcune orientali (Ophrys omegaifera, O. fleischmannii, O. israelitica), tutte caratterizzate dall'assenza del solco basale.
Geniez e Melki avanzarono l'ipotesi che il gruppo delle O. fusca senza solco basale mediano sia da considerare ancestrale rispetto al gruppo di O. fusca sensu stricto, e che l'areale primitivo mediterraneo si sia nel tempo frazionato in tanti piccoli areali disgiunti. Questa entità permetterebbe di stabilire un "ponte" tra le specie occidentali e  quelle orientali.
Attualmente è inquadrata come sottospecie di O. omegaifera (Ophrys omegaifera ssp. hayekii).